# Secuestro de David Ballón
El secuestro de David Ballón fue un acto ocurrido el 11 de septiembre de 1992 contra el empresario peruano David Ballón, perpetrado por el Movimiento Revolucionario Túpac Amaru (MRTA) como parte de los secuestros sistemáticos que la organización subversiva realizaba. Tras permanecer cinco meses cautivo, Ballón fue ejecutado.

## Acontecimientos
David Ballón era un empresario e ingeniero de minas que desempeñaba el cargo de presidente del Instituto de Ingenieros de Minas. El 11 de septiembre de 1992, Ballón se despidió de su familia diciéndoles "este será un día arduo y complicado, de fuerte trabajo. Nos vemos en la noche". A las 14:15 p. m., mientras se desplazaba por la avenida Tomás Marsano, su camioneta fue interceptada por una ambulancia conducida por Rafael Salgado Castilla, encargado del secuestro, mientras dos falsos patrulleros bloquearon la parte posterior. De la ambulancia bajaron Sergio , alias "David", y Gregorio , alias "Arturo". En la ambulancia permanecieron Julián Ernesto Cuba Vega y Rafael Salgado. Los subversivos estaban disfrazados de policías y tenían mandiles de personal médico. "David" y "Arturo" sustrajeron a Ballón de su camioneta y lo subieron en la ambulancia emprendiendo la fuga hacia San Borja mientras los demás subversivos realizaban disparos al aire. El secuestrado fue conducido a una casa en Santa Anita donde fue internado en una de las "cárceles del pueblo". Luego, los emerretistas se comunicaron con los familiares de Ballón exigiéndoles dinero a cambio de su liberación. Los familiares de Ballón se rehusaron a tener contacto con la policía mientras que, por su lado, la policía puso en marcha el "Operativo Alacrán 1" sin lograr el rescate de Ballón. Mientras tanto, Ballón fue torturado por los emerretistas y sometido al hambre llegando a pesar 40 kg. Luego de cinco meses de negociaciones, estas fracasaron. Los emerretistas ejecutaron a Ballón de dos disparos en la cabeza y abandonaron su cadáver en San Miguel tras llevarlo en un auto marrón conducido por Juan Carlos Caballero Velásquez, alias "Miguel". El ejecutor fue Rafael Salgado bajo las órdenes de Jaime Castillo Petruzzi. Debido al estado del cadáver, y al no poseer documentos de identificación, no fue reconocido, por lo que fue registrado como NN en la morgue central de Lima. El cadáver presentaba la barba crecida y presentaba un cuadro agudo de desnutrición y deshidratación. Posteriormente, el cadáver fue reconocido por los familiares.